# 虚拟语气
虚拟语气是一种語法上的非现实语气，通常用于表达各种非现实場景，如：愿望、情感、可能性、判断、意见或尚未做出的舉動；在不同的语言中，其使用的确切情况也有所不同。